# جهاد الزويد
جهاد محمد الزويد (مواليد 11 يناير 1989) هو لاعب كرة قدم سعودي يلعب حاليًا في نادي النهضة.

## مسيرة اللاعب
كانت بداياته مع نادي هجر و لعب بعدها لأندية الفتح و الخليج والفيحاء و الفيصلي والنهضة و نادي العدالة ونادي هجر ونادي البكيرية فو نادي أبها ونادي الحزم ونادي الساحل ونادي الترجي ونادي النهضة.

## روابط خارجية
- جهاد الزويد على موقع Soccerway.com (الإنجليزية)